# Falam

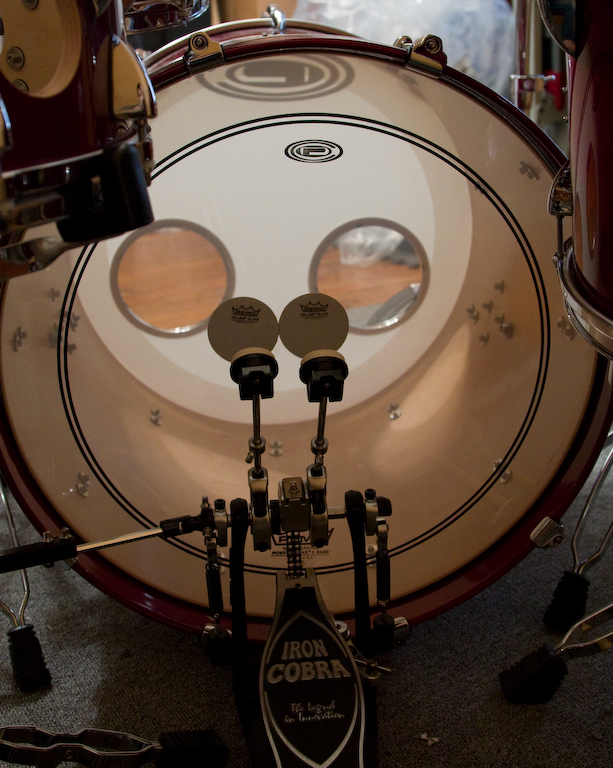
Kickdrum mit einer Doppelfußmaschine und zwei Falam-Pads

Ein Falam ist ein kleines rundes Plättchen aus Gummi, Plastik oder ähnlichen weichen Stoffen, das unter anderem auf die Bassdrum eines Schlagzeuges geklebt wird, und zwar exakt an die Stelle, an der der Schlägel  auf das Fell trifft.
Dadurch wird zum einen das Fell vor tiefen Eindrücken (sogenannten Impacts) – geschützt und zum anderen ein kernigerer Kick-Sound mit mehr Attack erzeugt. Die minimale Dämpfung durch das Falam ist bei richtiger Spieltechnik zu vernachlässigen.